# Playa de las Arenas (Vélez-Málaga)
La Playa de las Arenas es una playa de Vélez-Málaga, en la Costa del Sol Oriental de la provincia de Málaga, Andalucía, España. Se trata de una playa urbana de arena oscura y oleaje moderado situada entre la playa de Torre del Mar, al oeste, y la playa de la Caleta de Vélez, al este, en el extremo oriental del núcleo urbano de Torre del Mar. Tiene unos 1.300 metros de longitud y unos 30 metros de anchura media. Es una playa con un nivel medio de ocupación y algunos servicios básicos.
Su nombre hace referencia a la vecina localidad de Arenas (Málaga). La tradición cuenta que habitantes de este pueblo tenían dos barcas en esta playa y que dicho municipio tenía derecho a esta propiedad, por lo que este lugar pertenecía según la tradición a Arenas (Málaga). 